# Tổng tuyển cử New Zealand 1893
Tổng tuyển cử New Zealand năm 1893 được tổ chức vào ngày 28 tháng 11 và 20 tháng 12 lần lượt tại các khu vực bầu cử của người châu Âu và người Maori, để bầu ra 74 nghị sĩ khóa 12 của Nghị viện New Zealand. Đảng Tự do giành thắng lợi trong bầu cử, và Richard Seddon trở thành thủ tướng.
1893 là năm mà quyền phổ thông đầu phiếu được cấp cho nữ giới trên 21 tuổi (gồm cả người Maori), đăng ký nhiều nơi bị bãi bỏ, quyền bỏ phiếu ưu tiên cho người Maori có tài sản bị bãi bỏ, và chỉ những người thực sự có một nửa huyết thống Maori mới được phép chọn bỏ phiếu tại khu vực bầu cử của người châu Âu hay của người Maori. Quyền bầu cử cho nữ giới là thay đổi quan trọng nhất.

## Tái phân bổ cử tri 1892
Tái phân bổ cử tri lần trước được tiến hành vào năm 1890 nhằm phục vụ tổng tuyển cử cùng năm. Điều tra nhân khẩu năm 1891 là lần đầu tiên tự động kích hoạt tái phân bổ cử tri, điều này được tiến hành trong năm 1892. Dân số có khuynh hướng dịch chuyển đến đảo Bắc dẫn đến chuyển một khu vực bầu cử từ đảo Nam sang đảo Bắc. Chỉ có ba khu vực bầu cử duy trì biên giới không thay đổi: Thames, Wairarapa, và Timaru. 14 khu vực bầu cử mới được lập, và trong đó có tám khu vực bầu cử lần đầu tiên được lập: Bay of Plenty, Otaki, Pareora, Patea, Riccarton, Waiapu, Waimea-Sounds, và Wellington Suburbs. Sáu khu vực bầu cử còn lại từng tồn tại trước đây, và chúng được tái lập cho nghị viện khóa 12: Caversham, Chalmers, Lyttelton, Rangitata, Waihemo, và Waipa.

## Quyền bầu cử của nữ giới

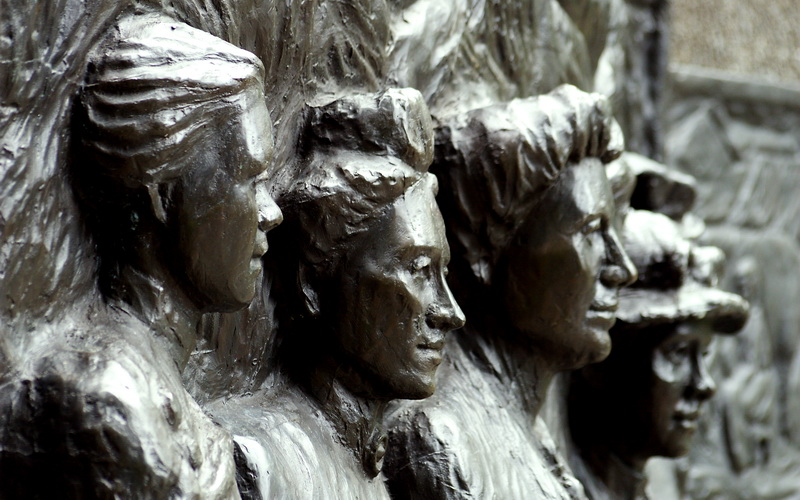
Đài kỷ niệm các nhân vật đóng góp cho quyền đầu phiếu của nữ giới, tại Christchurch. Các nhân vật từ trái sang phải là Amey Daldy, Kate Sheppard, Ada Wells và Harriet Morison

Thay đổi đáng chú ý nhất trong tổng tuyển cử năm 1893 là theo Đạo luật Tuyển cử 1893, quyền bầu cử được mở rộng cho toàn bộ nữ giới (bao gồm người Maori) từ 21 tuổi trở lên. Quyền bầu cử của nữ giới được ban hành sau khoảng hai thập niên nữ giới tại đây tiến hành vận động, lãnh đạo họ là các nhân vật như Kate Sheppard và Mary Ann Müller cùng các tổ chức như chi nhánh New Zealand của Liên đoàn Điều độ Nữ giới Cơ đốc giáo WCTU do Anne Ward lãnh đạo. Trong các quốc gia hiện độc lập, New Zealand là nơi đầu tiên nữ giới được bầu cử trong thời kỳ hiện đại. Cựu Thủ tướng John Hall là một chính trị gia bảo thủ, hầu hết công lao thúc đẩy Nghị viện thông qua luật là của ông; ông là nam giới duy nhất được đề danh trên tượng kỷ niệm Kate Sheppard quốc gia. Chỉ có 10 tuần từ khi thông qua luật đến khi bầu cử, và Liên đoàn Điều độ Nữ giới Cơ đốc giáo bắt đầu ghi danh cho nhiều nữ giới nhất có thể.

## Bầu cử
Tổng tuyển cử năm 1893 được tổ chức vào Thứ Ba, 28 tháng 11 tại các khu vực bầu cử chung, và vào ngày Thứ Tư, 20 tháng 12 tại các khu vực bầu cử Māori để bầu tổng cộng 74 nghị sĩ cho nghị viện khóa 12.
Tổng số 302.997 (75,3%) cử tri tham gia bỏ phiếu. 65% toàn bộ nữ giới New Zealand đủ tư cách đã tham gia tổng tuyển cử 1893. Có 3 ghế chỉ có một ứng cử viên. 31 khu vực bầu cử tại đảo Bắc và 39 khu vực bầu cử tại đảo Nam, cộng thêm 4 khu vực bầu cử của người Maori.

## Kết quả

### Theo đảng
Bảng sau cung cấp kết quả theo đảng theo dữ liệu của Wilson (1985), ông ghi nhận các đại biểu Maori là nhân vật độc lập trước tổng tuyển cử 1905.
| Đảng    | Tổng số phiếu | Tỷ lệ  | Số ghế |
| ------- | ------------- | ------ | ------ |
| Tự do   | 175.814       | 57,80% | 51     |
| Đối lập | 74.482        | 24,49% | 13     |
| Độc lập | 53.880        | 17,71% | 10     |

### Kết qua khu vực bầu cử
Tự do  
     Độc lập  
     Opposition  
| Khu vực                | Ứng cử viên           | Ứng cử viên               | Người thắng cử         | Người thắng cử             | Phiếu hơn       | Người về nhì    | Người về nhì                |
| ---------------------- | --------------------- | ------------------------- | ---------------------- | -------------------------- | --------------- | --------------- | --------------------------- |
| Khu vực chung          |                       |                           |                        |                            |                 |                 |                             |
| Ashburton              |                       | Edward George Wright      |                        | John McLachlan             | 26              |                 | Cathcart Wason              |
| Ashley                 |                       | Richard Meredith          | Richard Meredith       | Richard Meredith           | 590             |                 | David Duncan Macfarlane     |
| Auckland               |                       | Alfred Cadman             |                        | George Grey                | 2.233           |                 | Thomas Tudehope             |
| Auckland               |                       | Thomas Thompson           |                        | William Crowther           | 438             |                 | Thomas Tudehope             |
| Auckland               |                       | John Shera                |                        | Charles Button             | 68              |                 | Thomas Tudehope             |
| Avon                   |                       | Edwin Blake               |                        | William Tanner             | 653             |                 | George McIntyre             |
| Awarua                 |                       | Joseph Ward               | Joseph Ward            | Joseph Ward                | (không đối thủ) | (không đối thủ) | (không đối thủ)             |
| Bay of Islands         |                       | Robert Houston            | Robert Houston         | Robert Houston             | 231             |                 | James Trounsen              |
| Bay of Plenty          | (khu vực mới)         | (khu vực mới)             |                        | William Kelly              | 209             |                 | Henry Burton                |
| Bruce                  |                       | James Allen               | James Allen            | James Allen                | (không đối thủ) | (không đối thủ) | (không đối thủ)             |
| Buller                 |                       | Eugene O'Conor            |                        | Roderick McKenzie          |                 |                 |                             |
| Caversham              | (khu vực mới)         | (khu vực mới)             |                        | Arthur Morrison            |                 |                 |                             |
| Chalmers               | (khu vực mới)         | (khu vực mới)             |                        | John A. Millar             |                 |                 |                             |
| Thành phố Christchurch |                       | Westby Perceval           |                        | William Whitehouse Collins |                 |                 |                             |
| Thành phố Christchurch | William Pember Reeves |                           |                        |                            |                 |                 |                             |
| Thành phố Christchurch |                       | Richard Molesworth Taylor |                        | George Smith               |                 |                 |                             |
| Clutha                 |                       | Thomas Mackenzie          | Thomas Mackenzie       | Thomas Mackenzie           |                 |                 |                             |
| Thành phố Dunedin      |                       | William Hutchison         | William Hutchison      | William Hutchison          |                 |                 |                             |
| Thành phố Dunedin      | David Pinkerton       |                           |                        |                            |                 |                 |                             |
| Thành phố Dunedin      |                       | Henry Fish                |                        | William Earnshaw           |                 |                 |                             |
| Eden                   |                       | Edwin Mitchelson          | Edwin Mitchelson       | Edwin Mitchelson           | 1.161           |                 | Malcolm Niccol              |
| Egmont                 |                       | Felix McGuire             | Felix McGuire          | Felix McGuire              | 135             |                 | Benjamin Robbins            |
| Ellesmere              |                       | John Hall                 |                        | William Montgomery         |                 |                 |                             |
| Franklin               |                       | Ebenezer Hamlin           |                        | Benjamin Harris            | 89              |                 | William Massey              |
| Grey                   |                       | Arthur Guinness           | Arthur Guinness        | Arthur Guinness            |                 |                 |                             |
| Hawke's Bay            |                       | William Russell           | William Russell        | William Russell            | 70              |                 | Charles William Reardon     |
| Inangahua              |                       | Robert Stout              |                        | Patrick O'Regan            |                 |                 |                             |
| Invercargill           |                       | James Whyte Kelly         | James Whyte Kelly      | James Whyte Kelly          |                 |                 |                             |
| Kaiapoi                |                       | Richard Moore             |                        | David Buddo                |                 |                 |                             |
| Lyttelton              | (khu vực mới)         | (khu vực mới)             |                        | John Joyce                 |                 |                 |                             |
| Manukau                |                       | Frank Buckland            |                        | Maurice O'Rorke            | 252             |                 | Frank Buckland              |
| Marsden                |                       | Robert Thompson           |                        | Robert Thompson            | 1.010           |                 | James Harrison              |
| Masterton              |                       | Alexander Hogg            | Alexander Hogg         | Alexander Hogg             | 1.228           |                 | Joseph Harkness             |
| Mataura                |                       | George Richardson         |                        | Robert McNab               |                 |                 |                             |
| Napier                 |                       | George Henry Swan         |                        | Samuel Carnell             | 520             |                 | George Henry Swan           |
| Nelson                 |                       | Joseph Harkness           |                        | John Graham                |                 |                 |                             |
| New Plymouth           |                       | Edward Metcalf Smith      | Edward Metcalf Smith   | Edward Metcalf Smith       | 491             |                 | Robert Trimble              |
| Oamaru                 |                       | Thomas Young Duncan       | Thomas Young Duncan    | Thomas Young Duncan        |                 |                 |                             |
| Otaki                  | (khu vực mới)         | (khu vực mới)             |                        | James Wilson               |                 |                 |                             |
| Palmerston             |                       | James Wilson              |                        | Frederick Pirani           |                 |                 |                             |
| Pareora                | (khu vực mới)         | (khu vực mới)             |                        | Frederick Flatman          |                 |                 |                             |
| Parnell                |                       | Frank Lawry               | Frank Lawry            | Frank Lawry                | 334             |                 | William Shepherd Allen      |
| Patea                  | (khu vực mới)         | (khu vực mới)             |                        | George Hutchison           |                 |                 |                             |
| Rangitata              | (khu vực mới)         | (khu vực mới)             |                        | William Maslin             |                 |                 |                             |
| Rangitikei             |                       | Robert Bruce              |                        | John Stevens               |                 |                 |                             |
| Riccarton              | (khu vực mới)         | (khu vực mới)             |                        | George Warren Russell      |                 |                 |                             |
| Selwyn                 |                       | Alfred Saunders           | Alfred Saunders        | Alfred Saunders            |                 |                 |                             |
| Taieri                 |                       | Walter Carncross          | Walter Carncross       | Walter Carncross           |                 |                 |                             |
| Thames                 |                       | James McGowan             | James McGowan          | James McGowan              | 311             |                 | Edmund Taylor               |
| Timaru                 |                       | William Hall-Jones        | William Hall-Jones     | William Hall-Jones         |                 |                 |                             |
| Tuapeka                |                       | Hugh Valentine            |                        | Vincent Pyke               |                 |                 |                             |
| Waihemo                | (khu vực mới)         | (khu vực mới)             |                        | John McKenzie              |                 |                 |                             |
| Waiapu                 | (khu vực mới)         | (khu vực mới)             |                        | James Carroll              | 497             |                 | Cecil de Lautour            |
| Waikato                |                       | Edward Lake               |                        | Alfred Cadman              | 75              |                 | Isaac Coates                |
| Waikouaiti             |                       | James Green               | James Green            | James Green                |                 |                 |                             |
| Waimea-Sounds          | (khu vực mới)         | (khu vực mới)             |                        | Charles H. Mills           |                 |                 |                             |
| Waipa                  | (khu vực mới)         | (khu vực mới)             |                        | Frederic Lang              | 989             |                 | Gerald Peacock              |
| Waipawa                |                       | William Cowper Smith      |                        | Charles Hall               | 378             |                 | George Hunter               |
| Wairarapa              |                       | Walter Clarke Buchanan    | Walter Clarke Buchanan | Walter Clarke Buchanan     | 690             |                 | George Augustus Fairbrother |
| Wakatipu               |                       | Thomas Fergus             |                        | William Fraser             |                 |                 |                             |
| Wairau                 |                       | Lindsay Buick             | Lindsay Buick          | Lindsay Buick              | 322             |                 | William Sinclair            |
| Waitaki                |                       | John McKenzie             |                        | William Steward            |                 |                 |                             |
| Waitemata              |                       | Jackson Palmer            |                        | Richard Monk               | 239             |                 | Jackson Palmer              |
| Wallace                |                       | James Mackintosh          | James Mackintosh       | James Mackintosh           |                 |                 |                             |
| Wanganui               |                       | John Ballance             |                        | Archibald Willis           |                 |                 |                             |
| Wellington Suburbs     | (khu vực mới)         | (khu vực mới)             |                        | Alfred Newman              |                 |                 |                             |
| Thành phố Wellington   |                       | John Duthie               | John Duthie            | John Duthie                |                 |                 |                             |
| Thành phố Wellington   |                       | George Fisher             |                        | Francis Bell               |                 |                 |                             |
| Thành phố Wellington   |                       | William McLean            |                        | Robert Stout               |                 |                 |                             |
| Westland               |                       | Richard Seddon            | Richard Seddon         | Richard Seddon             | (không đối thủ) | (không đối thủ) | (không đối thủ)             |
| Khu vực bầu cử Maori   |                       |                           |                        |                            |                 |                 |                             |
| Đông Maori             |                       | James Carroll             |                        | Wi Pere                    |                 |                 |                             |
| Bắc Maori              |                       | Eparaima Te Mutu Kapa     |                        | Hone Heke Ngapua           |                 |                 |                             |
| Nam Maori              |                       | Tame Parata               | Tame Parata            | Tame Parata                | 185             |                 | Teoti Pita Mutu             |
| Tây Maori              |                       | Hoani Taipua              |                        | Ropata Te Ao               | 90              |                 | Pepene Eketone              |

1. ↑  Robert Thompson là một nghị sĩ độc lập trong khóa nghị viện trước
2. ↑  Jackson Palmer được truyền thông đương thời liệt vào Chính phủ, song là một nhân vật độc lập theo Wilson
3. ↑  Không rõ liên kết của nhiều ứng cử viên Maori